# Jérôme Colombain
« Colombain » redirige ici. Pour l’article homophone, voir Colombin.
Jérôme Colombain, né le 31 mai 1963, est un journaliste français spécialiste des technologies qui intervient en radio, télé et numérique. Il a travaillé au sein de la rédaction de France Info. Il a co-fondé La Chaîne Techno, devenue 01TV puis Tech&Co. Il anime le podcast Monde Numérique.

## Biographie

### Famille et formation
Marié et père de deux enfants, Jérôme Colombain a fait ses études à l'IEP d'Aix en Provence et est diplômé de l'Institut de journalisme Bordeaux-Aquitaine (IJBA).

### Parcours en radio
Il débute à la radio dans les années 1980 : d'abord à Aix-en-Provence puis à Radio France Bordeaux-Gironde à partir de 1988.
Il rejoint France Info en tant que présentateur et reporter en 1994. Il crée les premières chroniques radio consacrée à l'informatique intitulées Info Informatique(1994), Infonet (1995), Multimédia (1995), FranceInfo.com (1998). Il anime de septembre 1999 à mai 2021 la chronique quotidienne Nouveau Monde sur France Info consacrée à l'actualité de l'high tech.
En mai 2021, il quitte France Info pour créer sa société de production de podcasts et son propre média, consacré aux technologies.

### Parcours à la télévision
Il est le cofondateur avec François Sorel de La Chaîne Techno, devenue en 2013 01NetTV, après son rachat par le groupe Next Interactive, puis 01TV, une chaine de télévision à part entière en 2020, et enfin la chaîne Tech&Co, filiale du groupe Altice Media en 2022.
Il présente et co-présente des émissions dont 01LiveHebdo, 01Drive, TechHebdo.
Il intervient régulièrement comme invité et consultant dans l'émission Tech&Co sur BFM Business, ainsi que sur d'autres médias audiovisuels.